# Максаковский, Николай Владимирович
Никола́й Влади́мирович Максако́вский (3 июля 1956, Москва, СССР) — советский и российский географ. Специалист в области особо охраняемых природных и природно-исторических территорий, национальных парков, памятников Всемирного наследия ЮНЕСКО. Кандидат географических наук (1996).

## Биография
Родился 3 июля 1956 года в Москве. С первого по десятый класс учился в московской школе № 59 имени Н. В. Гоголя (1963—1973).
В 1973—1978 годах учился на географическом факультете Московского государственного университета имени М. В. Ломоносова (кафедра биогеографии).
В 1978—1987 годах работал во Всесоюзном научно-исследовательском институте охраны природы (ВНИИ природа), где занимался природоохранными изысканиями. В 1987—1992 годах занимался природоохранным территориальным проектирование в институте «ГИПРОГОР».
После окончания аспирантуры Института географии РАН в 1996 году защитил диссертацию на тему «Принципы и методы выбора территорий для национальных парков в урбанизированных районах» (на примере Московского столичного региона)". Руководители — профессора Ю. А. Исаков, Ю. А. Веденин, А. А. Тишков.
С 1992 года работал в Российском научно-исследовательском институте культурного и природного наследия имени Д. С. Лихачёва (Институт Наследия), где последовательно занимал должности научного сотрудника, старшего научного сотрудника, руководителя Сектора уникальных исторических и природных территорий и руководителя Центра Всемирного наследия.
С 1999 года — участник рабочей группы по подготовке материалов ежегодного Государственного доклада «О состоянии и об охране окружающей среды в РФ». Автор материалов Части III «Влияние экологических факторов на сохранение культурного наследия» (раздел «Особо ценные объекты культурного наследия народов РФ») и части IV «Особо охраняемые природные территории» (раздел: «Объекты Всемирного наследия»). Участник различных проектов, связанных с особо охраняемыми природными и природно-историческими территориями России.
Автор около 100 научных публикаций, включая несколько монографий.

### Семья
- Отец — Владимир Павлович Максаковский (1924-2015), советский и российский географ.

## Научная деятельность
Сфера научных интересов: территориальные аспекты охраны и использования наследия, Конвенция ЮНЕСКО и объекты Всемирного наследия, география природного и культурного наследия, особо охраняемые природные и природно-исторические территории, экологический мониторинг объектов культурного наследия, туризм и национальные парки.

#### Монографии
- Максаковский Н. В. Национальные парки в урбанизированных районах России. — Москва—Рязань: Горизонт, 1997. — 161 с.
- Максаковский Н. В., Николаев С. В. Особо ценные объекты природного и природно-историко-культурного наследия народов Российской Федерации. — М.: МНЭПУ, 1997. — 117 с.
- Максаковский Н. В. Развитие сети национальных парков в России (дополнительные материалы к Стратегии управления национальными парками России). — Вып. 3. — М.: Издательство Центра охраны дикой природы, 2002. — 36 с.
- Максаковский Н. В. Всемирное природное наследие. — М.: Просвещение, 2005. — 396 с.
- Фотоальбом «Великолепная Россия: памятники Всемирного наследия» / А. Буторин, В. Крогиус, Н. Максаковский. — М.: ЭКСПОМИР, 2009. — 112 с. — (На англ., франц. и русском языке).
- Максаковский Н. В. Памятники Всемирного наследия. Природа и культура. — М.: Дрофа, 2010. — 288 с. — (Высшее образование). — 3000 экз. — ISBN 978-5-358-01897-6

#### Статьи
- Максаковский Н. В. Опыт сохранения природного и культурного наследия в системе национальных парков Канады // Наследие и современность. Инф. сб. Вып. 3. — М.: Институт Наследия, 1996. — С. 79.
- Мазуров Ю. Л., Максаковский Н. В. Объекты Всемирного природного наследия в России // Известия РАН. Серия географическая. — 2002. — Вып 2. — С. 71—79.
- Максаковский Н. В. Россия во Всемирном наследии ЮНЕСКО // Наука в России. — 2006. — № 3. — С. 90—97.
- Максаковский Н. В. Российские объекты Всемирного природного наследия // Живописная Россия. — 2006. — № 2. — С. 2—7.